# George Gore
George Gore (22 de enero de 1826 – 20 de diciembre de 1908) era un electroquímico inglés al cual se atribuye la invención de las cerillas.

## Vida
Nacido en Blackfriars, Bristol el 22 de enero de 1826, era hijo de George Gore, un tonelero en la ciudad. Él fue educado en una escuela privada pequeña y a los doce se convirtió en un mensajero. A los 17 años fue aprendiz de un tonelero, siguiendo el comercio durante cuatro años.
En 1851 Gore que se trasladó a Birmingham, trabajando primero como cronometrador en la fundición y luego como un profesional en Galvanizado y posteriormente en un químico de una fábrica de fósforo; a partir de 1870 a 1880, era profesor de física y química del colegio Birmingham; y finalmente, desde 1880 en adelante, fue jefe del Instituto de investigación científica, donde residió durante el resto de su vida.
En 1865 Gore fue elegido miembro de la Royal Society como el descubridor del alótropo del antimonio y por sus investigaciones en electro-química. 
Gore murió en Birmingham el 20 de diciembre de 1908 y fue enterrado allí en Warstone Lane cemetery.

## Trabajos
Gore fue autor de tres tratados técnicos: 
- El arte de la Electro-metalurgia  (1877; 5 edit. 1891);

- El arte de los descubrimientos científicos  (1878);

- La separación Electro-líticas y refinación de metales  (1890).